# Stadion Polonii Poznań
Stadion Polonii Poznań – stadion piłkarski w Poznaniu, w Polsce. Obiekt może pomieścić 500 widzów. Swoje spotkania rozgrywają na nim piłkarze klubu Polonia Poznań. Stadion położony jest tuż obok stacji kolejowej Poznań Wschód.
Stadion powstał niedługo po II wojnie światowej. Obiekt służy piłkarzom klubu Polonia Poznań. W przeszłości występowali na nim również zawodnicy nieistniejącej już sekcji rugby tego klubu, mistrzowie Polski z lat 1971, 1974, 1975, 1976 i 1978, a także piłkarki żeńskiej sekcji Polonii, które w sezonie 2018/2019 występowały w Ekstralidze. W 2019 roku stadion został gruntownie zmodernizowany.